# Witbuiktangare
De witbuiktangare (Tangara brasiliensis) is een zangvogel uit de familie Thraupidae (tangaren). 

## Verspreiding en leefgebied
De vogel komt voor in de kuststreken van Brazilië. De leefgebieden liggen deels in het Atlantisch Woud, maar ook in aangeplant bos en bosrijke tuinen in ruraal gebied.